# Staufenstraße 12 (Mönchengladbach)

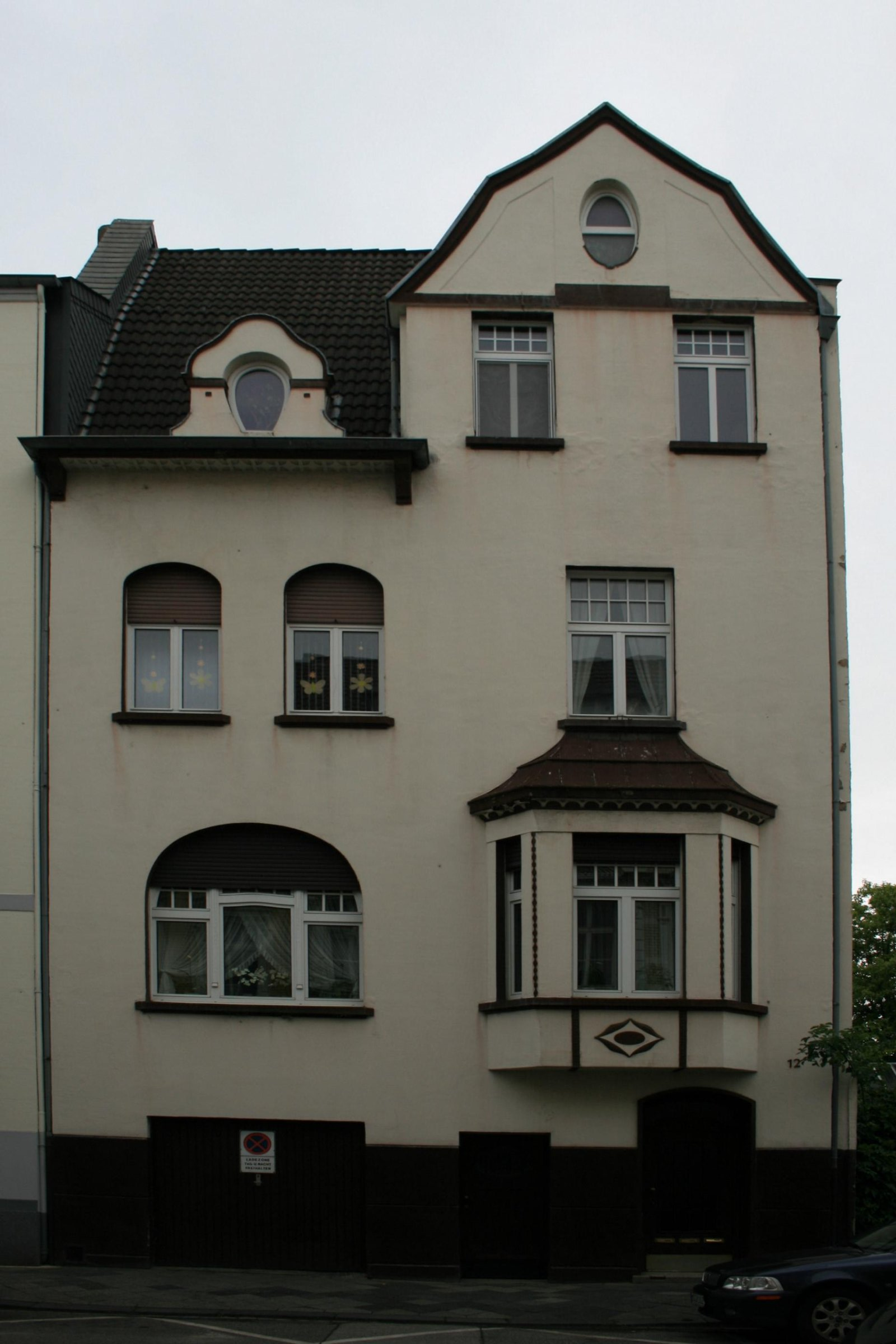
Wohnhaus (2010)

Das Wohnhaus Staufenstraße 12 steht in Mönchengladbach (Nordrhein-Westfalen).
Das Gebäude wurde 1909 erbaut und unter Nr. St 032 am 10. September 1996 in die Denkmalliste der Stadt Mönchengladbach eingetragen.

## Lage
Die Staufenstraße liegt im nördlichen Stadterweiterungsgebiet unmittelbar vor der die heutige Hermann-Piecq-Anlage überspannenden Brücke. Hier liegt das Gebäude auf der nördlichen, später bebauten Straßenseite innerhalb eines geschlossenen Ensembles sieben zeitgleicher Wohnhäuser (Nr. 12, 14, 16, 18, 20, 22, 24), die sich in ihrer baulichen Struktur deutlich von denen der gegenüberliegenden Seite absetzen.

## Architektur
Ein freistehender zweigeschossiger Putzbau mit hochaufragendem Satteldach und ausgebautem Dachgeschoss. Asymmetrische Fassadengliederung unter Betonung der Eingangsachse mit Erker und Giebel. Erschließung des Hauses durch eine hochgezogene, stichbogenförmige Eingangsnische; links flankierend eine zweite, wie das angrenzende Garagentor scheitrecht abschließende Türöffnung.
Alle Fenster in unregelmäßiger Anordnung und verschiedenen Größen und Ausbildungen. Im Hochparterre links ein breites in dreiteiliger Gliederung. Rechts daneben ein dreifach gebrochener Erker mit einem pagodendachähnlichen Abschluss und drei hochrechteckigen Fenstern; die seitlichen schmaler proportioniert. Das erste Obergeschoss öffnen links zwei gleichförmig rundbogig abschließende Fenster; rechts über dem Erker ein Fenster, das in Form und Gestalt dem Mittelfenster des Erkers entspricht. 
Die Dachfläche durchbricht eine geschweifte Gaube mit einem hochovalen Fenster; den Giebel belichten zwei glatt in die Wandfläche eingeschnittene Hochrechteckfenster analog dem des darunterliegenden. Im geschweiften Giebelfeld ein stehendes Ochsenauge. Die sparsame Stuckornamentik des ansonsten glatt verputzten Hauses beschränkt sich auf geometrisch formulierten Brüstung bsschmuck (Erker), zurückhaltend gefasste Fensterrahmungen und Giebelumriss.
Die Unterschutzstellung erfolgt aus städtebaulichen Gründen und architekturhistorischen Gründen.